# Александрийская школа
Александрийская школа — ряд философских и литературных течений, сменявшихся в Александрии с III века до н. э. по VI век н. э. Наиболее известными среди них являются александрийская школа неоплатонизма и александрийская богословская школа.

## История
Когда вместе с силою и самостоятельностью древнегреческих государств стала приходить в упадок греческая литература, средоточием литературной и научной деятельности сделался под покровительством и при содействии Птоломеев город Александрия в Египте, бывший по своему положению центром тогдашних всемирных сообщений. Это было в то время, когда греческая культура распространилась по всему основанному Александром Великим и распавшемуся после его смерти на части государству. Период времени, в который греческая поэзия и наука были здесь развиваемы, называется по некоторым особым, отличающим его чертам Александрийским веком. Его можно подразделить на два главных периода: первый (Александрийский век в более тесном смысле) охватывает время царствования Птолемеев с 323—30 года до н. э. (эллинистический Египет); второй продолжается от прекращения династии Птолемеев до покорения Александрии арабами — 30 год до н. э. — 640 год н. э. Первым греческим владетелем, стремившимся создать для греческой науки и греческого образования широкое основание и новое убежище, был Птолемей Сотер; он собрал туда многих учёных и положил основы Александрийской библиотеки и Александрийского музея. Значительно больше двинул эти занятия вперёд создавший знаменитую Александрийскую библиотеку в больших размерах его наследник, Птолемей Филадельф. К Александрийской школе принадлежали греки, египтяне, армяне, евреи, а впоследствии и римляне.

### Грамматика и литература

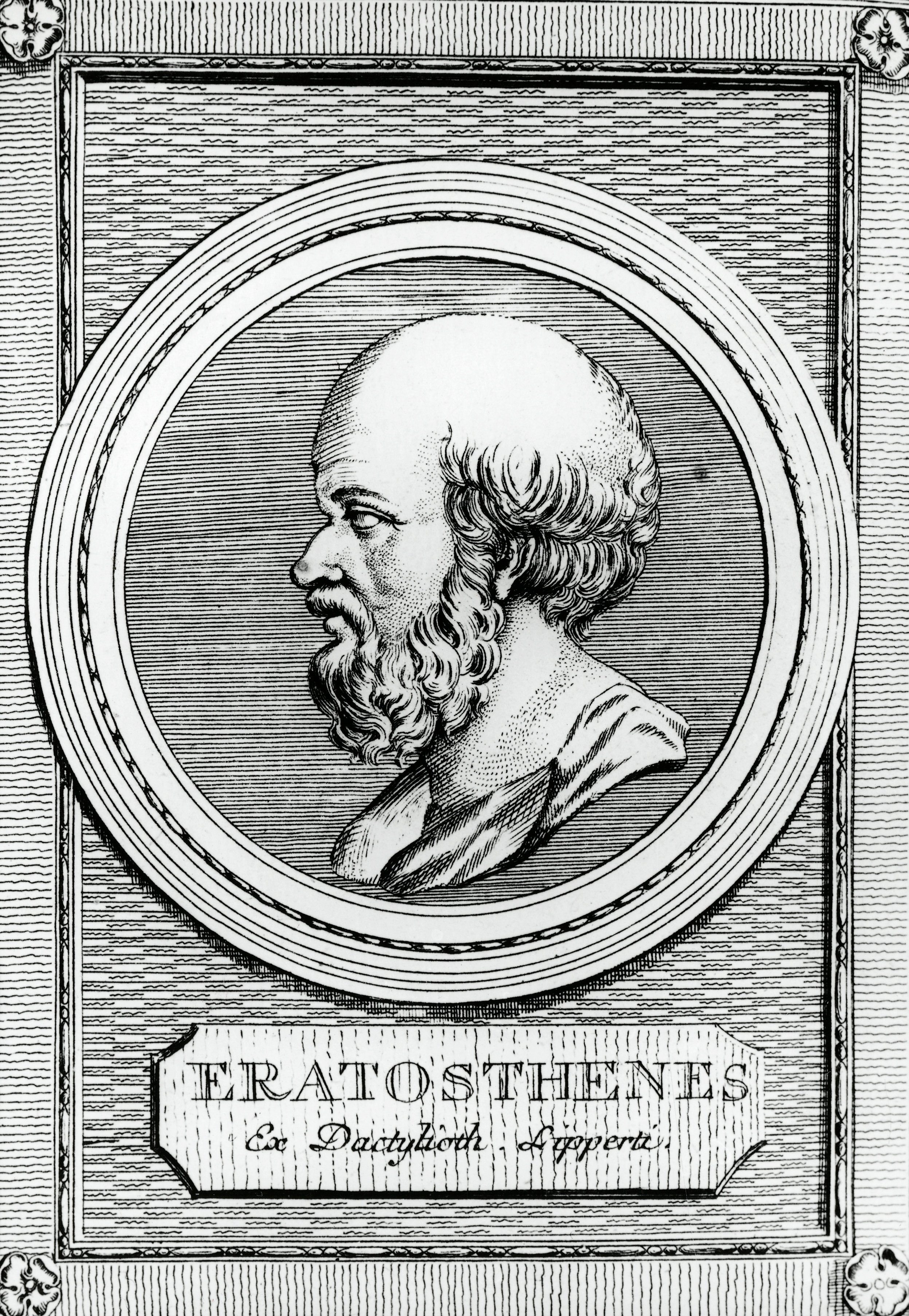
Эратосфен Киренский

Самое большое значение имели грамматики, поэты — меньшее. Первые были не только учителями и исследователями языка, но и филологами и литераторами, объяснявшими не только слова, но и содержание — словом, энциклопедистами. Таковы: Зенодот Эфесский, образовавший первую грамматическую школу в Александрии, Эратосфен Киренский, Аристофан Византийский, Аристарх Самофракийский, Крат Малосский, действовавший в другой столице учености — в Пергаме, Дионисий Фракийский, Дидим Халкентер, Аполлоний Дискол и многие другие. Их главная заслуга состоит в том, что они собрали, исследовали, оценили и сохранили для следующих поколений доступные им памятники культуры и литературы. 
Самые известные из поэтов, писавших большею частью тоже в самой Александрии, были: 
Аполлоний Родосский, 
Арат, 
Никандр, 
Евфорион, 
Каллимах, 
Феокрит, 
Филит Косский, 
Фанокл, 
Тимон Флиазийский
и семь — называемых "александрийским семизвездием" — трагиков, в том числе Александр Этолийский и Ликофрон.
Александрийский век со своим энциклопедическим образованием существенно отличался по духу и характеру от древнегреческой жизни. При внимании, которое было посвящаемо изучению языка, правильность, чистота и изящество этого последнего сделались естественно предметами главного старания, и действительно, многие александрийцы отличались в этом отношении. Но большинству этих сочинений недоставало духа, одушевлявшего прежнюю греческую поэзию, точно так же как и столь важного общения с настоящею национальною публикою; зато техника была в высшей степени выработана и тонка, композиция искусно рассчитана, форма отменно изящна; критика и изобильная ученость, прилежание и навык должны были заменить то, что прежде давал гений. Этот последний проявлялся только у немногих, которые поэтому и кажутся особенно великими для своего времени; другие производили то, что может быть произведено критикою и изучением, их часто искусно обдуманные и заботливо обработанные сочинения слишком трезвы, лишены духа и жизни. Чувствуя недостаток в оригинальности, но признавая её достоинство и стремясь к ней, они незаметно дошли до предела, где всякая поэзия исчезает. Их критика выродилась в мелочность, их искусство — в искусственность. Они стремились к необыкновенному, к новому, и старались добиться этого учёностью. Поэтому большая часть александрийцев позднего периода была одновременно поэтами и грамматиками, в большинстве случаев — бездушными и холодными рифмоделами.

### Философия

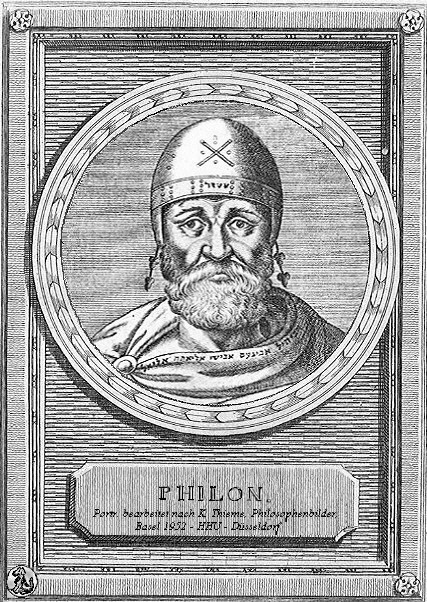
Филон Александрийский

Об александрийской школе говорят и по отношению к принадлежавшим к Александрийскому веку и жившим в Александрии философам. Характерно по отношению к александрийской философии то, что в Александрии соприкасались восточная и западная философии и что здесь вообще господствовало стремление к примирению противоречащих друг другу философских систем; вследствие этого александрийские философы, следовавшие этому направлению к собиранию и соединению, и были часто называемы синкретистами. Но на деле это название применимо не ко всем, так как здесь появились и догматики и — в противоположность им — скептики. Более всего известности приобрели александрийские неоплатоники. Соединяя восточную теософию с греческою диалектикой, они воплощали борьбу древней цивилизации с христианством, поэтому их философия оказала некоторое влияние на способ понимания христианства в Египте. Из слияния восточных воззрений с христианскими образовались некоторые течения гностицизма; некоторые самые важные гностические системы были выработаны в Александрии. Не в меньшей степени были проникнуты духом этой философии и самые видные преподаватели возникшего и процветавшего там христианского катехизического училища; поэтому александрийскую церковь и волновали сильнейшие религиозные споры, так как в Александрии встречались самые разнообразные элементы. Это продолжалось до тех пор, пока из их среды не вышел в борьбе против арианства, при помощи Афанасия, принцип неприкосновенности правоверных положений религии.

### Наука

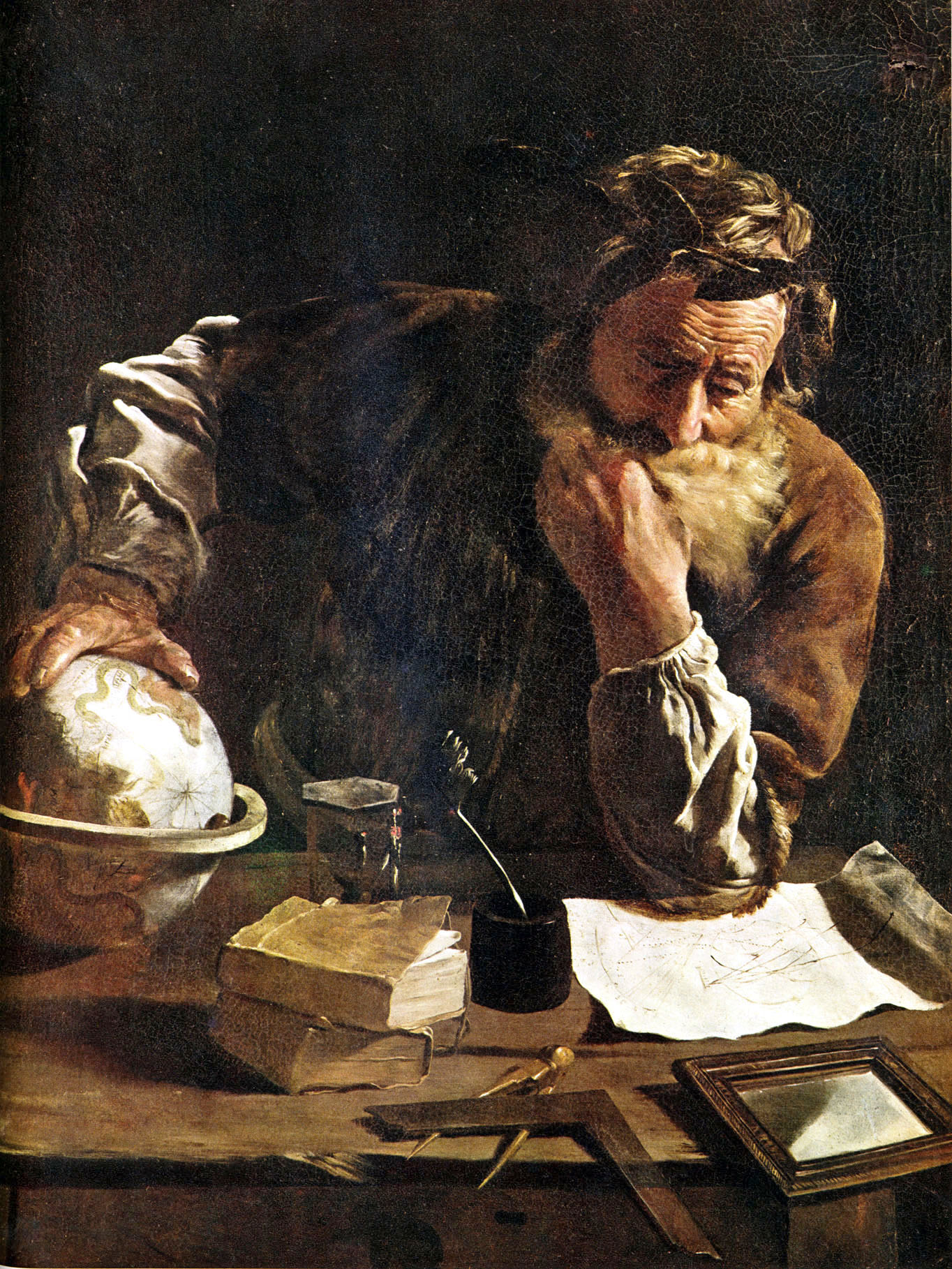
Архимед

Наконец, александрийское направление отличалось ещё и разработкой точных наук — медицины, географии, физики, математики и естествоведения; эти последние дошли здесь до самой высокой в древности степени развития. 
Уже в III столетии до н. э. Евклид написал здесь своё классическое сочинение по геометрии. Астрономы этой школы отличались с самого её начала от своих предшественников тем, что они оставили в стороне всякие метафизические спекуляции и посвятили себя всецело наблюдениям. Как физики, математики и географы отличались: Аристилл и Тимохарис, Архимед в Сиракузах, Эратосфен, Аристарх Самосский, Птолемей и другие. Александрийская школа продержалась в своих различных направлениях в течение более восьми столетий на такой — правда, с течением времени несколько изменявшейся, — высоте, что она была постоянно главным центром учёности и литературы тогдашнего мира.